# Salix burqinensis
Salix burqinensis är en videväxtart som beskrevs av C.Y. Yang. Salix burqinensis ingår i släktet viden, och familjen videväxter. Inga underarter finns listade i Catalogue of Life.